# Manzanal del Barco
Manzanal del Barco es un municipio y localidad de España, perteneciente a la provincia de Zamora de la comunidad autónoma de Castilla y León. 
Emplazado junto al río Esla, actualmente convertido en el denominado embalse de Ricobayo, tiene en su ermita de Nuestra Señora del Piñedo su edificio más emblemático, aunque actualmente sólo mantiene en pie la espadaña y un arco de medio punto. En el centro de su casco urbano se encuentra su actual iglesia parroquial de San Torcuato, terminada de construir a principios del siglo XVII.
Manzanal del Barco y Palacios del Pan, ambos separados por el embalse del Esla, se comunican por dos notables infraestructuras, como son el viaducto Martín Gil o de los Cabriles, para el ferrocarril, y del puente nuevo de Manzanal, para el resto de vehículos terrestres. En ocasiones, como consecuencia de la sequía persistente, emerge sobre las aguas del Esla el viejo puente de piedra que comunicaba las comarcas de Alba y Pan antes de la construcción del embalse.

## Toponimia y gentilicio
El topónimo Manzanal, al igual que los denominados Cerezal, parece inscribirse en un tipo muy difundido en el área leonesa, el constituido por el nombre de un árbol en singular, femenino y con o sin artículo. En este sentido, "la manzanal" sería "el manzano", al igual que "la cerezal" sería "el cerezo".
El nombre de Manzanal aparece documentado en el 1169, debido a una donación del rey Alfonso Enríquez de Portugal a la iglesia del Salvador (Catedral de Zamora) y que se conserva en el archivo de la Catedral. También aparece en un informe sobre la situación del los pueblos del condado de Alba y Aliste del año 1587, en el que se menciona con un vecindario de 45 vecinos. El censo de población de Tomás González señala a Manzanal, aunque incluye a sus vecinos en el conjunto de los pueblos del condado. El catastro de la Ensenada (1752) lo cita indicando que tiene 57 labradores, 12 criados y 5 jornaleros, además deja constrancia de que hay una barca que pertenece al Conde de Alba y Aliste que le vale de arrendamiento doce mil reales todos los años.
Respecto a su apellido "del Barco", es una clara referencia al que fue su medio de transporte para llegar a Zamora, la capital privincial. Hace siglos que Manzanal abandonó el barco como medio de transporte para alcanzar la ribera izquierda del Esla, sustituyéndola por un puente de piedra que facilitó la comunicación. Este, a su vez, quedó anegado tras la construcción de la presa de Ricobayo y la formación del actual embalse. 
No obstante, este puente estrecho inaugurado con el embalse ha sido sustituido por modernas infraestructuras como el nuevo puente construido en el 2007. Manzanal, sin embargo, ha seguido fiel a su tradición y emplazamiento junto al Esla, manteniendo en su apellido el nombre del medio que durante siglos le facilitó la comunicación con los pueblos de la otra orilla del río y con Zamora.
La referencia a "Del Barco", también aparece referenciado en la Edad Media. El libro segundo de las heredades del Monasterio Jeronimo de Montamarta (provincia de Zamora), lo indica al establecer sus posesiones en Palacios el 19 de enero de 1474, señalando una tierra que sale del término de Macares hasta el camino del Barco. También se recoge en la documentación correspondiente al pleito mantenido entre el Cabildo de Zamora y el Conde de Alba y Aliste del año 1526, en el que tuvo como punto de referencia la Barca de Manzanal propiedad del Conde, por la que pasan a pastar los ganaderos a la Dehesa de Mazares, propiedad a su vez del Cabildo. Existen otros documentos en los que es mencionada, entre ellos alguno en el que se habla de la existencia de un complejo formado por dos barcas, casa y venta. Otros hablan de puerto y barca de Manzanal.
El gentilicio de Manzanal del Barco es manzanalino.

## Geografía física
Ubicación
Municipios limítrofes:
| Noroeste: Carbajales de Alba | Norte: Santa Eufemia del Barco     | Nordeste: Montamarta                   |
| Oeste: Carbajales de Alba    |                                    | Este: Palacios del Pan                 |
| Suroeste: Carbajales de Alba | Sur: San Pedro de la Nave-Almendra | Sureste: San Pedro de la Nave-Almendra |

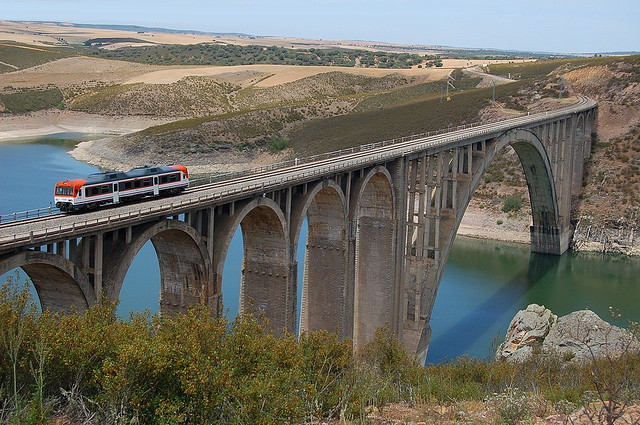
Viaducto Martín Gil o de Los Cabriles

Se encuentra situado en la provincia de Zamora, a 28,5 km de la capital provincial, al borde de un brazo del embalse de Ricobayo, perteneciendo a la histórica y tradicional comarca de Tierra de Alba.
El término se encuadra en una unidad geomorfológica definida como la región de sierras y altiplanicies interiores. Del macizo galaico-leones y de la sierra de la Cabrera se derivan una serie de alineaciones montañosas, no muy importantes que penetran en el interior de la provincia de Zamora, destacando de entre ellas la sierra de la Culebra cuyas cotas superiores están comprendidas entre 1000 y 1200 m.
El terreno es ondulado y lo bañan el río Esla, embalsado por la presa de Ricobayo, y varios arroyos. Los terrenos sin cultivar están poblados de encinas, robles, álamos y jara. Hay 15 hectáreas de regadío, que se riegan con agua de arroyos, los cuales producen patatas, judías y tomates. El secano se destina a trigo, cebada y centeno. De su ganadería, predomina el ganado lanar.
Para comunicar Manzanal del Barco, en la Tierra de Alba, y Palacios en la Tierra del Pan a través del embalse del Esla, se construyó el viaducto Martín Gil o de los Cabriles, para el ferrocarril, y del puente nuevo de Manzanal. En ocasiones, como consecuencia de la sequía persistente, emerge sobre las aguas del Esla el viejo viaducto que comunicaba las comarcas de Alba y Pan antes de la construcción del embalse. Además, existe el puente viejo, por el cual pueden circular peatones durante todo el año.

## Historia
En los promontorios ubicados junto al río Esla, como el Teso de San Martín, se asentaron las primeras poblaciones del término. Así, el Castro del mismo nombre, parcialmente dañado por las aguas del embalse de Ricobayo revela restos arqueológicos de la Edad de Hierro, Romanos, Bajo Medievales y Modernos en forma de murallas, cabañas, zócalos, cerámicas y los cimientos de una antigua Ermita.
Asimismo, hay yacimientos neolíticos en el Túmulo de los Moriscos mientras en otro paraje -compartido con Santa Eufemia- y denominado Los Cabriles se data un yacimiento correspondiente a un Poblado de la Edad del Cobre, además de dos bocaminas selladas.
En cuanto a Manzanal como población propiamente dicha, su casco urbano estuvo situado, durante siglos, en las inmediaciones de la ermita de Nuestra Señora del Piñedo (actual cementerio), cuya torre se conserva a las afueras del pueblo, junto al Esla. Este dato hace que el pueblo sea identificado en los documentos del siglo XII como "Mancanal junto al Estola", es decir, Manzanal junto al Esla.
Así, el Manzanal original quedó integrado en la Edad Media en el Reino de León, cuyos monarcas habrían acometido la repoblación de la localidad dentro del proceso repoblador llevado a cabo en la zona. Tras la independencia de Portugal del reino leonés, en 1143, la localidad habría sufrido por su situación geográfica los conflictos entre los reinos leonés y portugués por el control de la frontera.
El traslado a su actual localización, se comenzó a realizar en el siglo XV, buscando el resguardo de los vientos y del frío que le proporcionaba la situación abrigada del valle. A mediados del siglo XVI, concretamente en el 1552, debido a la situación de ruina de la antigua parroquia de Nuestra Señora del Piñedo y de su pequeño tamaño, se mandó trasladar y construir de nueva planta la actual parroquia de Manzanal. No hay constancia de la fecha en que la que se comenzó a edificar la actual iglesia, pero sí de su conclusión en el año 1605, tal y como figura en el dintel de su puerta. En ella se colocó el retablo de la primitiva iglesia que paso a denominarse ermita de Santa María.
Durante la Edad Moderna, Manzanal estuvo integrado en el partido de Carbajales de Alba de la provincia de Zamora, tal y como reflejaba en 1773 Tomás López en Mapa de la Provincia de Zamora. Así, al reestructurarse las provincias y crearse las actuales en 1833, la localidad se mantuvo en la provincia zamorana, dentro de la Región Leonesa, integrándose en 1834 en el partido judicial de Alcañices, dependencia que se prolongó hasta 1983, cuando fue suprimido el mismo e integrado en el Partido Judicial de Zamora.

## Geografía humana

### Demografía
Cuenta con una población de 128 habitantes (INE 2024).
| Gráfica de evolución demográfica de Manzanal del Barco entre 1842 y 2021                                              |
| |
| Población de derecho según los censos de población del INE. Población de hecho según los censos de población del INE. |

## Símbolos
Escudo
De nuevo cuño, ha sido diseñado conforme al modelo y esquema establecido en la legislación común y en los cánones de la heráldica. Consta de dos cuarteles. En la parte izquierda, de oro con un manzano arracado, de sus colores frutado de gules. En la parte derecha, de asur con una barca de sus colores, puesta sobre ondas de plata y azur. Al timbre Corona Real Española.
La elección de estos símbolos, manzano y barco, obedece a diferentes razones de carácter histórico:
- El Manzano al ser el que dio nombre al pueblo. Según el Diccionario de Madoz, son bastantes los pueblos o villas que llevan el nombre de Manzanal o Manzanares; pero en la geografía hispana sólo existe una población con el nombre de Manzanal de Barco, dato importante como elemento diferenciador.

- El Barco. Si el primer documento escrito nos habla de Manzanal junto a la Estola o Esla, también desde la Edad Media aparece documentada la referencia a la barca o barco de Manzanal.

Bandera
Rectangular, formada por cinco franjas horizontales de igual tamaño, de colores en sentido descendente: rojo, blanco, verde, blanco y rojo.

## Patrimonio
Destaca en la localidad la Iglesia parroquial de San Torcuato, de espadaña herreriana, que fue concluida en 1605, tal y como indica el dintel de la puerta, aunque el esbelto pórtico es posterior –finales XVII- obra de un vecino maestro llamado Santiago Ramajo. Parte del viejo retablo de la iglesia primitiva pasó a la nueva, así como algunas imágenes.
De las ermitas que existieron quedan visibles las ruinas de la cimentación de San Martín, en el cerro y castro del mismo nombre convertido hoy en espectacular mirador paisajístico y Ruta de senderismo local.
La arquitectura rural muestra casas tradicionales de pizarra, adobe, madera y piedra, con puertas de cuarterón y detalles de rejería.

## Fiestas
Su patrón es San Torcuato, el 15 de mayo, mientras que al día siguiente se honra a San Isidro. En estas fiestas son tradicionales las procesiones, los juegos infantiles, las vaquillas, y los espectáculos musicales. El calendario de festejos se completa con las celebraciones de San Sebastián, San Antonio y el Corpus.
Además, durante el segundo fin de semana de agosto celebran la "fiesta del turista". Su organización corre a cargo del ayuntamiento del pueblo. Una paellada para todo el pueblo, verbenas, actuaciones musicales y competiciones deportivas, como la media maratón, forman parte de las actividades de los festejos del verano.
Recientemente ha recuperado su tradicional semana cultural, organizada por los mozos del pueblo y que cuenta con diversas actividades dirigidas sobre todo al público infantil como Geocatching nocturno, carreras de sacos etc. También hay actividades para adultos como el concurso de vinos del pueblo.